# Lepidonotopodium piscesae
Lepidonotopodium piscesae är en ringmaskart som beskrevs av Pettibone 1988. Lepidonotopodium piscesae ingår i släktet Lepidonotopodium och familjen Polynoidae. Inga underarter finns listade i Catalogue of Life.